# Bahía de Cardigan
La bahía de Cardigan (Cardigan Bay en inglés; Bae Ceredigion en galés) es una gran ensenada situada en el mar de Irlanda que se adentra en la costa de Gales, Reino Unido, entre las penínsulas de Lleyn y Pembrokeshire.
La bahía de Cardigan cuenta con numerosas playas y un hábitat marino único, haciendo que sea una de las más importantes zonas costeras de Gran Bretaña. Es posible observar delfines de nariz de botella y focas grises desde el sendero costero de Ceredigion.
La mayor parte de la costa de la bahía es una zona de cultivo fértil, llena de pueblos y centros vacacionales costeros como Fishguard, New Quay, Aberaeron, Aberystwyth, Borth, Aberdyfi, Tywyn, Barmouth, Porthmadog y Pwllheli en la costa de Cambria.
Los principales ríos que desembocan en la bahía incluyen al Afon Glaslyn, Teifi, Rheidol, Dyfi, Aeron, Dysynni y Mawddach.
Hasta principios del siglo XX, la bahía de Cardigan mantenía una fuerte industria marítima. Cardigan se encuentra en la desembocadura del río Teifi, y durante un tiempo fue un puerto más importante que el de Cardiff.
El legendario Cantre'r Gwaelod se encuentra en las zonas central y norte de la bahía.